# 王國賓 (萬曆甲辰進士)
王國賓（？—？），字瀛之，號華廷，山东东昌府茌平县人，明朝政治人物。

## 生平
万历三十一年（1603年）癸卯科山东乡试舉人，三十二年（1604年），登甲辰科进士，户部觀政，授江西孝丰县知县，三十七年升户部主事，三十八年管御马仓，本年丁憂，四十年補户部主事，四十一年升郎中，蓟州管粮，卒。